# Moore (Idaho)
Moore – miasto w Stanach Zjednoczonych, w stanie Idaho, w hrabstwie Butte.